# Montenegrinische Beachhandball-Nationalmannschaft der Männer
Die montenegrinische Beachhandball-Nationalmannschaft der Männer repräsentiert den Montenegrinische Handball-Verband als Auswahlmannschaft auf internationaler Ebene bei Länderspielen im Beachhandball gegen Mannschaften anderer nationaler Verbände. Den Kader nominiert der Nationaltrainer.
Das weibliche Pendant ist die Montenegrinische Beachhandball-Nationalmannschaft der Frauen.

## Geschichte

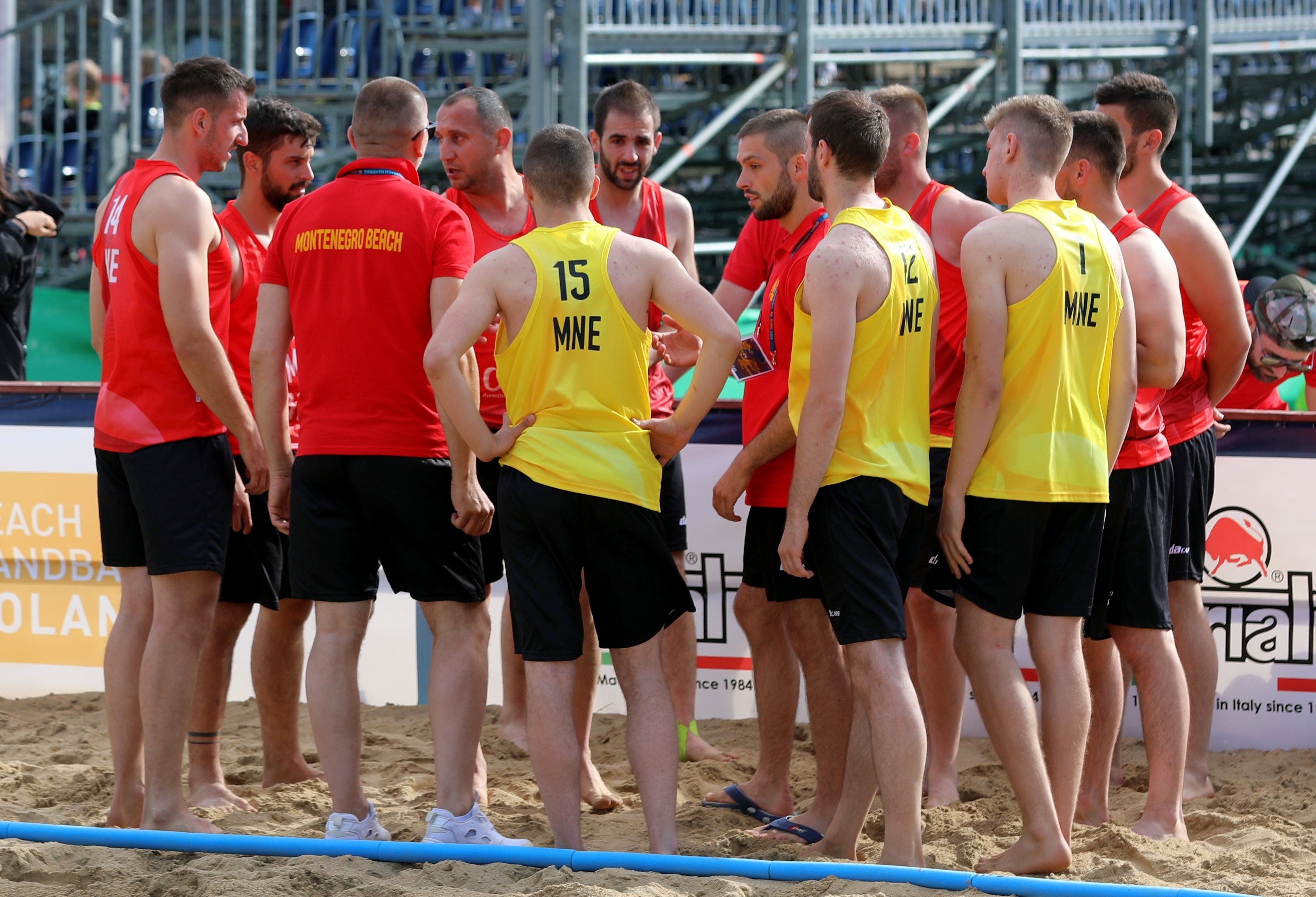
Die Mannschaft Montenegros bei einer Auszeit während des Vorrundenspiels gegen Frankreich bei der EM 2019

Montenegrinische Spieler waren zu Beginn der internationalen Wettbewerbe noch für die Nationalmannschaft Jugoslawien beziehungsweise zwischen 2004 und 2006 für Serbien und Montenegro spielberechtigt. Nachdem das Land selbstständig wurde, dauerte es mehr als ein Jahrzehnt, bis für die Europameisterschaften 2019 in Stare Jabłonki erstmals eine montenegrinische Auswahl zusammengestellt wurde. In Polen wurde die Auswahl Letzter und nahm bislang seitdem an keinen weiteren internationalen Wettbewerben teil.

## Trainer
| Cheftrainer - 2019: Željko Rmandić | Co-Trainer - 2019: Bojan Deretić |

## Teilnahmen
| World Games - 2001: nicht eingeladen - 2005: nicht eingeladen - 2009: nicht eingeladen - 2013: nicht qualifiziert - 2017: nicht qualifiziert - 2022: nicht qualifiziert World Beach Games - 2019: nicht qualifiziert Mediterranean Beach Games - 2015: keine Teilnahme - 2019: keine Teilnahme | Weltmeisterschaften - 2004: nicht qualifiziert - 2006: nicht qualifiziert - 2008: nicht qualifiziert - 2010: nicht qualifiziert - 2012: nicht qualifiziert - 2014: nicht qualifiziert - 2016: nicht qualifiziert - 2018: nicht qualifiziert - 2020: ausgefallen | Europameisterschaften - 2000: keine Teilnahme - 2002: keine Teilnahme - 2004: keine Teilnahme - 2006: keine Teilnahme - 2007: keine Teilnahme - 2009: keine Teilnahme - 2011: keine Teilnahme - 2013: keine Teilnahme - 2015: keine Teilnahme - 2017: keine Teilnahme - 2019: 20. - 2021: keine Teilnahme |

- EM 2019: Nikola Babović • Nemanja Barac • Milun Danić • Nemanja Đurašković • Aleksandar Kastratović • Milija Kastratović • Haris Suljević • Haris Suljević • Bojan Varagić • Slobodan Zonjić[2]